# سيلاس إم. بوروز
سيلاس إم. بوروز هو محامي وسياسي أمريكي، ولد في 16 يوليو 1810 في Ovid, New York ‏ في الولايات المتحدة، وتوفي في 3 يونيو 1860 في مدينا في الولايات المتحدة. نشط حزبياً في الحزب الجمهوري. وقد انتخب عضو جمعية ولاية نيويورك ‏ وانتخب عضو مجلس النواب الأمريكي ‏.